# 莫濟耶蘭丁 (伊利諾伊州)
莫濟耶蘭丁（英語：Mozier Landing）是位於美國伊利諾伊州卡爾霍恩縣的一個非建制地區。該地的面積和人口皆未知。

## 地理
莫濟耶蘭丁的座標為39°15′20″N 90°43′33″W / 39.25556°N 90.72583°W，而該地的平均海拔高度為135米（即443英尺）。